# Miklósa Erika
Miklósa Erika (Kiskunhalas, 1970. június 9.) a Magyar Szent István-renddel kitüntetett, Kossuth- és Liszt Ferenc-díjas magyar koloratúrszoprán opera-énekesnő, a Halhatatlanok Társulatának örökös tagja.

## Életpályája
Részben délvidéki (szabadkai és bácsföldvári), részben zalai kötődésű családban született. Gyerekkorában sportolónak készült, lévén, hogy szülei is sportolók voltak, bár a zene is kicsi korától jelen volt az életében, zenetagozatos osztályba járt általános iskolában. 15 éves kora körül sportbaleset érte – egy távolugró szám közben izomszakadást szenvedett –, és bár fizikailag gyorsan felépült, úgy döntött, hogy lemond az atlétikáról, és kiteljesíti a zene, illetve az éneklés irányában már korábban is meglévő érdeklődését.
Gimnazista korában esküvőkön, családi rendezvényeken és egyéb ünnepségeken vállalt énekléssel-szavalással járó fellépéseket, s az egyik ilyen alkalommal figyelt fel a hangjára Madai Lilla énektanárnő. Az ő hatására kezdett el komolyabban napi szinten gyakorolni, magánórákra járni, majd hamarosan felvették a szegedi Liszt Ferenc Konzervatóriumba, ahol a négyéves képzést mindössze két év alatt, 1990-re elvégezte, Berdál Valéria növendékeként.
Közben 1989-ben a Magyar Állami Operaház egyik nyilvános meghallgatásán előadta az egyetlen áriát, amelyet akkor ismert, Mozart Varázsfuvolájából az Éj királynőjét. Legnagyobb meglepetésre felvették, így az Operaház minden idők legfiatalabb magánénekese lett. 1991. január 21-én Papagena szerepében debütált Mozart Varázsfuvolájában. Ezzel egy időben az Interoperett koncertek állandó szereplője volt a Pesti Vigadóban. Hamari Júlia meghívására 1992 novemberében fellépett a Mester és a jövő című brüsszeli nagykoncerten, ahol Bellini Rómeó és Júlia című operájából énekeltek részleteket.
Nemzetközi karrierje ezek után gyorsan ívelt felfelé. Énekelt New Yorkban, megnyerte a pesti Mozart-énekversenyt, majd fellépett Lipcsében és a kölni operaházban is, valamint Svájcban. Ezt követően előbb Philadelphiában (1996–97), majd 1997–98-ban Milánóban képezte magát, ösztöndíjasként. 1999-ig tagja volt a Magyar Állami Operaháznak, és addig szopránszerepek egész sorát énekelte el: Haydn Élet a Holdon című előadásában Flaminia szerepét bízták rá; Humperdinck Jancsi és Juliska előadásban ő volt az Altatómanó; Kacsóh Pongrác János vitézében a Francia királykisasszony szerepében tűnt fel; ifj. Johann Strauss A denevér című előadásában Adélt játszotta. Mozart Varázsfuvolájának Éj királynőjeként világhírnévre tett szert, nemzetközi meghívások sokaságával és több mint ötszáz előadással büszkélkedhet. 2004 őszén a New York-i Metropolitan Opera három évre szerződtette.

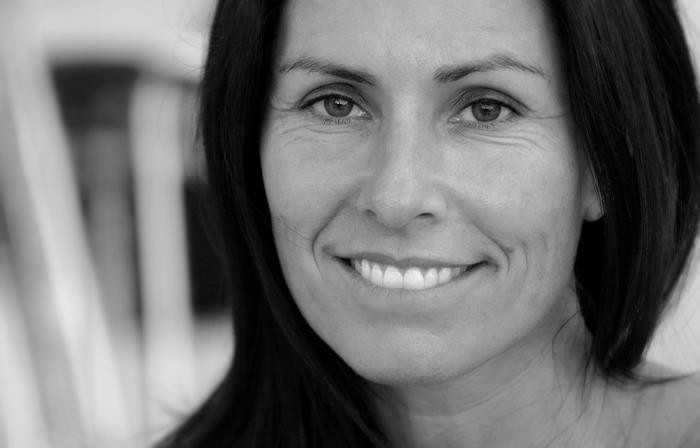
Stekovics Gáspár felvételén

2010-ben a Megasztár ötödik szériájában duettet énekelt Kökény Attilával.
2014 óta a Virtuózok komolyzenei tehetségkutató verseny zsűrielnöke.
2020-ban az Álarcos énekesben vett részt, ahol a Kakas álarc mögé rejtőzött el. 2023-ban ő volt a The Voice második évadának egyik coacha, ahol az általa mentorált versenyző, Szakács Erika lett a győztes.

## Magánélete
Évtizedeken keresztül egy kis kelet-bakonyi faluban, Bakonykútiban érezte magát otthon. Férjével, Csiszár Zsolttal 2015-ben nyílt örökbefogadással magukhoz vettek egy újszülött kislányt, Bíborkát; részben az ő könnyebb iskoláztatása okán döntött a 2010-es évek végén amellett, hogy a Velencei-tóhoz költözzenek.

### Szerződései
- 1990 Magyar Állami Operaház
- 1991 Budapest
- 1992 Mannheim (Németország)
- 1993 Stuttgart (Németország)
- 1994 Köln (Németország)
- 1996 Philadelphia (USA)
- 1997 Milánó (Olaszország)
- 1999 Bécs, Salzburg (Ausztria)
- 2000 Zürich (Svájc), Firenze (Olaszország)
- 2001 Berlin (Németország)
- 2002 Genova (Olaszország)
- 2003 Bologna (Olaszország)
- 2004 New York (USA)
- 2005 New York, Párizs, London, Madrid, Baden-Baden, Modena
- 2006 New York, Berlin
- 2007 New York, San Francisco, Washington, Los Angeles
- 2008 London (Egyesült Királyság)

## Főbb szerepei
- Bellini: I Capuleti e i Montecchi – Giulietta
- Delibes: Lakmé – Lakmé
- Donizetti: Lammermoori Lucia – Lucia
- Donizetti: Don Pasquale – Norina
- Mozart: A varázsfuvola – Éj királynője
- Mozart: Szöktetés a szerájból – Konstanze
- Rossini: Olasz nő Algírban – Elvira
- Rossini: Ory grófja – Adèle de Formoutiers grófnő
- Ifj. Johann Strauss: A denevér – Adele
- Richard Strauss: Arabella – Fiakermilli
- Verdi: Rigoletto – Gilda
- Verdi: Az álarcosbál – Oscar
- Verdi: Traviata – Violetta
- Erkel: Bánk bán – Melinda
- Erkel: Hunyadi László – Gara Mária

### Televíziós szerepei
| Év        | Műsor          | Csatorna                 | Szerep            |
| --------- | -------------- | ------------------------ | ----------------- |
| 2014-2018 | Virtuózok      | M1, Duna, Duna World, M5 | Zsűri             |
| 2020      | Álarcos énekes | RTL                      | Versenyző (Kakas) |
| 2023-     | The Voice      | RTL                      | Coach             |

## Díjai, elismerései
- Pro Opera Lyrica – Az év operaénekese Magyarországon (1993)
- Nemzetközi Mozart Énekverseny: első helyezett (1993)
- Európai Kultúra díj a külföldi Éj királynőiért, Zürich (1991)
- A Magyar Köztársasági Érdemrend kiskeresztje (1998)
- Kiskunhalas díszpolgára (1999)
- Bács Megye Művésze (2003)
- Liszt Ferenc-díj (2006)
- Budapest díszpolgára (2010)
- Fair Play díj (2012)
- Kossuth-díj (2012)
- Prima Primissima díj (2012)
- Örökös tag a Halhatatlanok Társulatában (2020)
- Dohnányi Ernő-díj (2021)[4]
- Magyar Szent István-rend (2022)[5]
- Velence díszpolgára (2023)
- Televíziós Újságírók Díja – A legjobb zsűritag (2024)[6]

## Lemezei
- Szivárvány (2000)
- Alternadíva (2003)
- Csillagfényben (2003)
- Az ég szabad – poplemez (2006)
- Impression – Koncertáriák (2006)

## Társadalmi szerepvállalás
2018-ban felkérték, hogy Veszprém "Európa Kulturális Fővárosa" programjának nagyköveteként népszerűsítse és támogassa az akkor még pályázati szakaszban lévő kezdeményezést. A magyar városok versenyéből végül győztesként került ki Veszprém, így két mésik európai város mellett 2023-ban viselheti a címet és megrendezheti az időközben Veszprém-Balaton 2023 (VEB2023) névvel felruházott eseménysorozatot.
2021 júliusában a két alapító, a Magyar Kormány és a MOL közösen kérték fel az akkor megelakuló MOL-Új Európa Alapítvány kuratóriumi elnökének. A szervezet új közfeladatot ellátó közérdekű vagyonkezelő alapítványként a sportélet, a kultúra, az egészségügy, a gazdaságfejlesztés és a környezetvédelem célzottabb és jelentősebb támogatását tűzte célul, egyben átveszi a MOL korábban végzett hasonló társadalmi felelősségvállalási tevékenységeinek jelentős részét.